# Центральна рада євреїв Німеччини
Центральна рада євреїв Німеччини (нім. Zentralrat der Juden in Deutschland, ZdJ) — корпорація публічного права, та найбільша організація єврейських громад і регіональних асоціацій у Німеччині, та їх політичне представництво. Рада була заснована 19 липня 1950 року у Франкфурті-на-Майні, а з 1999 року базується в Берліні. У 2021 році до її складу входили 23 регіональні асоціації зі 104 громадами та 91 839 членами. З грудня 2014 року президентом ради є вюрцбурзький лікар Йозеф Шустер. Центральна рада є німецькою філією Світового єврейського конгресу.